# Сырный продукт

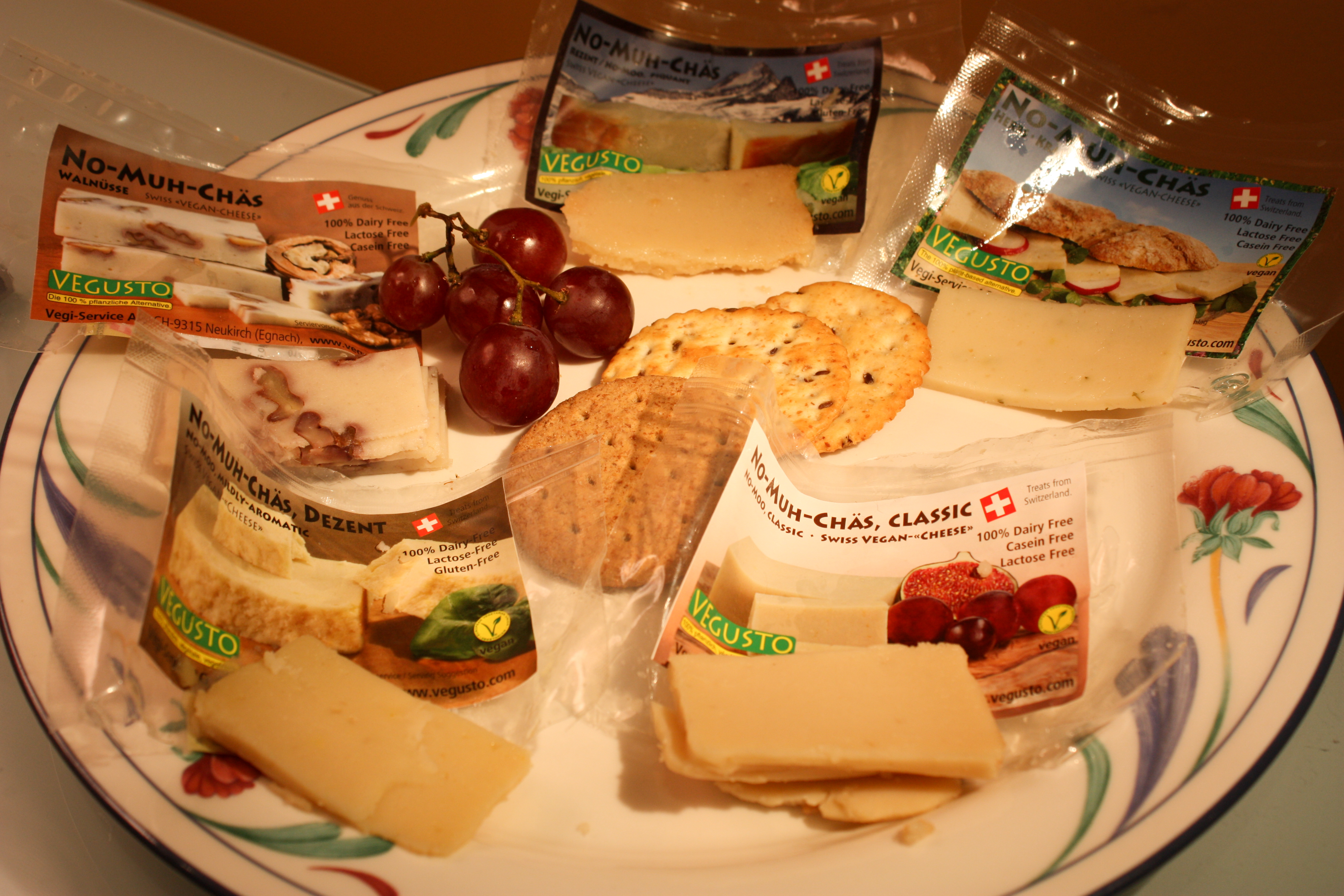
Сырные продукты

Сырный продукт — молокосодержащий продукт с заменителем молочного жира, произведённый по технологии сыра.
Сырные продукты могут производиться по технологии сыра плавленого, рассольного, с плесенью, слизневого. По твёрдости сырные продукты в основном делятся на мягкие и полутвёрдые.

## Сырный продукт в России и за рубежом
В России сегмент продуктов, использующих растительные компоненты, только начинает развиваться. Во многом низкий темп развития российского рынка «plant-based», как его называют в США и ЕС, обусловлен подорванной репутацией из-за проводимых параллелей с фальсификацией молочных продуктов питания.
Кроме того, на развитие рынка может также влиять отсутствие понятного и устоявшегося наименования такого типа продуктов — зачастую потребители сталкиваются с такими сложными названиями, как «продукт молокосодержащий с заменителем молочного жира, произведенный по технологии сыра». Для сравнения, в англоговорящих странах все растительные альтернативы имеют понятную приставку «plant-based».
Проблема состава продуктов, характерная для России, была и в Великобритании. В качестве примера можно вспомнить случай с растительным аналогом сыра «Gary» от сети супермаркетов Sainsbury’s. Когда сеть выпустила в продажу растительный сыр собственной марки, в социальных сетях появился пост покупательницы, утверждающий, что этот продукт не может являться сыром. Она требовала убрать название «веганский сыр», потому что продукт сделан без использования молока и предложила называть продукт по-другому, ну хотя бы «Gary».
Этот случай вызвал резонанс в обществе. Производитель под давлением переименовал продукт, слово сыр убрали и назвали его «Gary». Однако новость получила большую огласку и только поспособствовала росту популярности брендового продукта.

## Состав сырного продукта
В состав сырного продукта могут входить следующие ингредиенты: молоко и молочные продукты, а также заменитель молочного жира в количестве не более 50 % от общей массовой доли жира.
В качестве ингредиентов используются бактериальные закваски, молокосвертывающие ферментные препараты, кальций хлористый, вода, соль поваренная и эмульгаторы. Также могут использоваться пищевые добавки, например, различные специи и консерванты.
Готовый продукт по своим органолептическим характеристикам (вкус, запах, внешний вид) похож на традиционный сыр. Сырный продукт содержит молочный жир в количестве не менее 50 %.

## Технология производства
Сырный продукт готовят из следующей смеси:
- молочная плазма (молоко разных видов — восстановленное, цельное, обезжиренное);
- заменитель молочного жира

Готовую смесь сырного продукта измельчают до получения однородной массы. Далее её подвергают пастеризации. А уже для получения готового продукта, подвергают тем же процессам, которые используют для изготовления сыров из молочных продуктов.

## Сравнение сырного продукта с сыром
Основное отличие сырных продуктов от сыров заключается в частичной или полной замене в составе продукта молочного жира на его заменитель. Главным образом, это объясняется намерением производителей расширить свои сырьевые возможности и ассортимент вырабатываемой продукции.
Кроме того, использование растительного жира в составе позволяет скорректировать жирнокислотный состав готового продукта.
Сыр может содержать только молоко, сычужный фермент, закваску, соль, хлористый кальций для улучшения сворачиваемости. Сыр содержит белки (15 — 27 %), жиры (20 — 32 %, в сухом веществе — до 55 %), минеральные вещества, витамины А и В. Сыр не относится к диетическим продуктам: энергетическая ценность 100 г сыра до 400 ккал.

## Виды сырных продуктов
Сырные продукты делятся на следующие виды:
- Сыр, плавленый сыр, молокосодержащий продукт с заменителем молочного жира, произведенный по технологии сыра, молокосодержащий продукт с заменителем молочного жира, произведенный по технологии плавленого сыра копченые — сыр, плавленый сыр, молокосодержащий продукт с заменителем молочного жира, произведенный по технологии сыра, молокосодержащий продукт с заменителем молочного жира, произведенный по технологии плавленого сыра, подвергнутые копчению и имеющие характерные для копченых пищевых продуктов специфические органолептические свойства. Не допускается использование ароматизаторов коптильных;
- Сыр, молокосодержащий продукт с заменителем молочного жира, произведенный по технологии сыра, мягкие, полутвердые, твердые, сверхтвердые;
- Сыр, молокосодержащий продукт с заменителем молочного жира, произведенный по технологии сыра, рассольные;
- Сыр, молокосодержащий продукт с заменителем молочного жира, произведенный по технологии сыра, с плесенью. Продукт производится с использованием плесневых грибов, находящихся внутри и (или) на поверхности готового сыра;
- Сыр, молокосодержащий продукт с заменителем молочного жира, произведенный по технологии сыра, слизневые. Продукт производится с использованием слизневых микроорганизмов, развивающихся на поверхности готового сыра.
- Сыр, молокосодержащий продукт с заменителем молочного жира, произведенный по технологии плавленого сыра — молокосодержащий продукт с заменителем молочного жира, произведенный в соответствии с технологией производства плавленого сыра.

Плавленые сырные продукты являются концентрированными белковыми продуктами. Их биологическая ценность связана с содержанием сбалансированного белка и жира с высокой усвояемостью.
Состав плавленых сыров отличается, как правило, повышенным содержанием влаги в сравнении с неплавлеными сырами. В связи с этим энергетическая ценность их несколько ниже, чем у неплавленых, но в то же время повышается усвояемость всех основных компонентов плавленого сыра. Белки плавленых сыров отлично усваиваются организмом.